# نادي ريال بوتوسي
نادي بامين ريال بوتوسي (بالإسبانية:Club Bamin Real Potosí) هو نادي كرة قدم بوليفي مقره في مدينة بوتوسي. تم تأسيس النادي في 1 أبريل 1988 وهو يلعب حالياً في دوري المحترفين البوليفي. يلعب الفريق مبارياته المنزلية على ملعب فيكتور أغوستين أوغارت حيث يتسع لحوالي 32 ألف متفرج. شارك النادي البوليفي 5 مرات من قبل في كوبا ليبرتادوريس لكن لم يجتاز الدور الأول. لونا الفريق الأساسيين هما الأبيض والبنفسجي.